# Albrechtsbrunnen (Kaiserslautern)
Der Albrechtsbrunnen ist ein Zierbrunnen in Kaiserslautern, er steht heute in der Bremerstraße.

## Geschichte
Der Brunnen wurde im Jahre 1890 vor dem damaligen Königlich Bayerischen Bezirkskommando in der Logenstraße (dem heutigen Polizeipräsidium) im Stil der Renaissance errichtet. Er erinnert mit seinem Namen an König Albrecht, welcher der Stadt im Mittelalter, im Jahre 1303, den südlichen Stadtwald zum Geschenk machte. Fünf Jahre später, 1895, wurde der Brunnen an den heutigen Standort in der Bremerstraße umgesetzt, wo er seitdem am Eingang des Stadtwalds steht.

## Beschreibung
Der Albrechtsbrunnen ist ein aus drei übereinander angeordneten Schalen bestehender, historischer Brunnen. Neben der Renaissance wird in der Fachliteratur als Baustil auch die Neuromanik genannt. Der Brunnen selbst stammt von Heinrich Bernd; 1911 schuf sein Bruder Gustav Adolf Bernd die krönende Plastik „Knabe mit Ferkel“, die das vom König verbriefte Recht symbolisiert, die Schweine der Einwohner zur Mast in den Wald treiben zu dürfen.